# Euchromius kuphitincta
Euchromius kuphitincta là một loài bướm đêm trong họ Crambidae.